# 日南海岸國定公園
日南海岸國定公園，是位在日本宮崎縣、鹿兒島縣的國定公園。1955年6月1日指定。

## 主要景點
- 青島
- 日南海岸
- 堀切峠
- 鵜戶神宮
- 都井岬
- 志布志灣
- 橫瀨海岸

## 關連市町村
- 宮崎縣 - 宮崎市、日南市、串間市
- 鹿兒島縣 - 志布志市、大崎町、東串良町、肝付町

## 關連項目
- 國定公園

## 外部連結
- （日語）日南海岸國定公園